# Roy Ashworth
Roy Ashworth (født 17. juli 1972 i Lake Charles, Louisiana i USA) er en amerikansk bokser i supermellemvægtdivisionen. Han har en rekordliste på 5-10-0 og hans største modstandere har været Jaidon Codrington hvor han tabte på TKO og Andre Ward, hvor han blev diskvalificeret.